# Эобазилевсы
Эобазилевсы (лат. Eobasileus, буквально: царь рассвета коронованный) — род вымерших млекопитающих из семейства Uintatheriidae отряда диноцерат, обитавших во времена эоцена (46,2—40,4 млн лет назад) на территории  современных США.

## Открытие

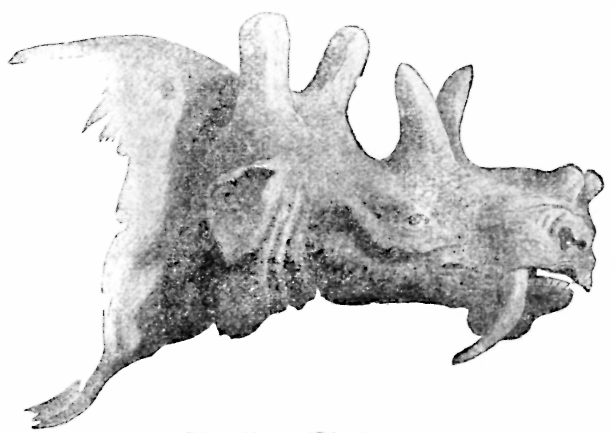
Реконструкция головы

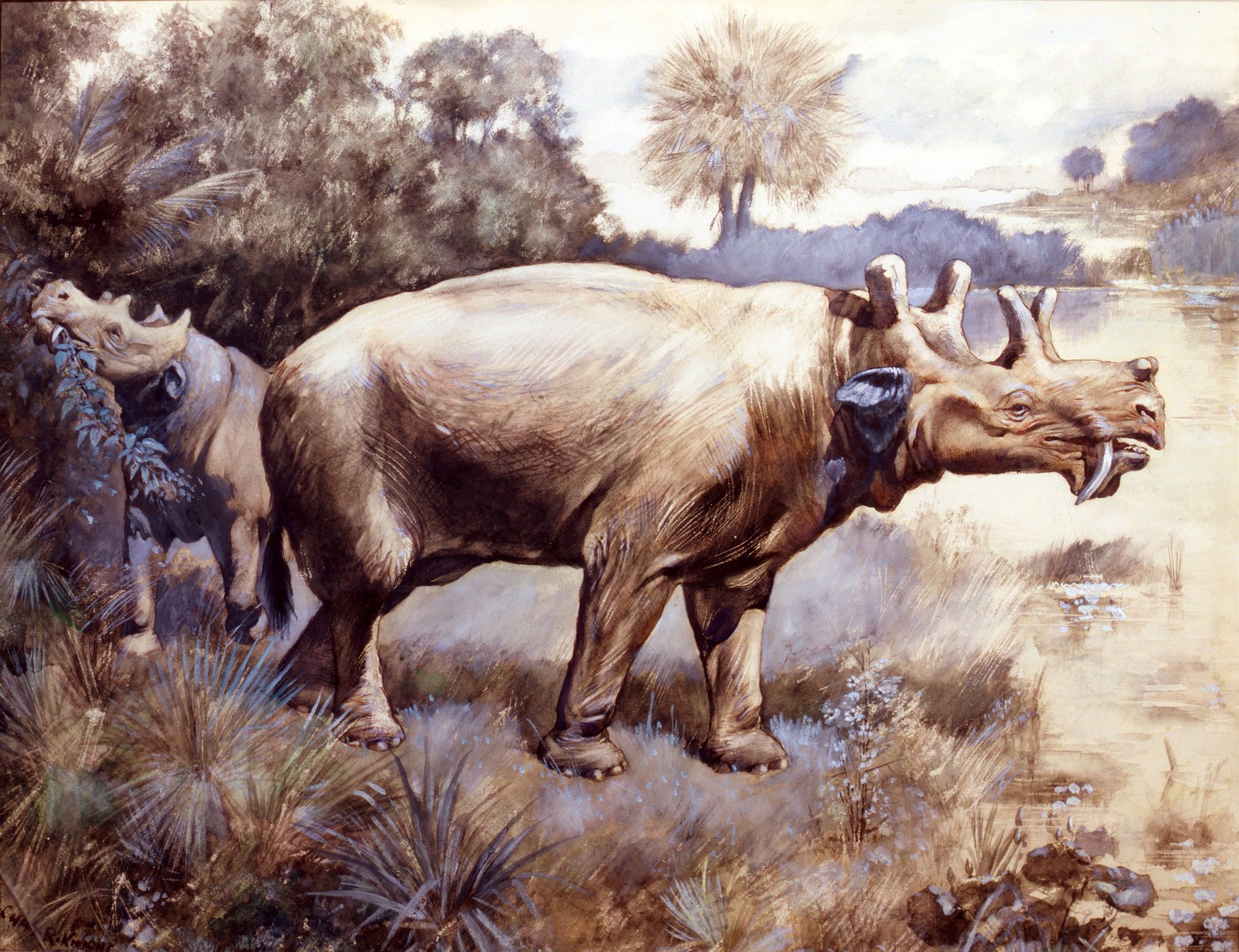
Реконструкция, выполненная Чарльзом Найтом

Ископаемые остатки, принадлежащие роду, были впервые раскопаны в эоценовой формации (45—44,9 млн лет назад) на территории Вайоминга (США). Описал род знаменитый американский палеонтолог Коупом в феврале 1872 года.

## Описание
Эобазилевсы по размерам сопоставимы с чёрным носорогом (Diceros bicornis) и достигали 4 метров в длину и 2,1 метра в высоту до плеча, в то время как их масса оценивается в 4 тонны. При таких показателях они были крупнейшими из уинтатериевых и, возможно, крупнейшими животными в своей среде обитания, что, скорее всего, делало их практически неуязвимыми для обитавших там плотоядных креодонтов. По внешнему виду они были очень схожи со своими близкими родственниками уинтатериями.
Как и у уинтатериев, у эобазилевсов на черепе было три пары тупых рогов, вероятно, обтянутых кожей, подобно оссиконам жирафа. Передние рога, вероятно, состояли из кератина, как таковые у носорога.
Эобазилевсы также оснащены парой бивней, которые были защищены костными выступами нижней челюсти.
Представители рода являлись исключительно растительноядными животными.

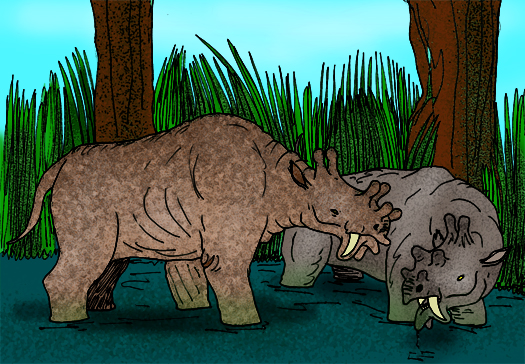
Рисунок, изображающий эобазилевса и уинтатерия. На рисунке явно видно их внешнее сходство

## Классификация
По данным сайта Paleobiology Database, на ноябрь 2020 года в род включают 3 вымерших видов:
- Eobasileus cornutus Cope, 1872 [syn. Eobasileus uintensis Osborn, 1929, Uintacolotherium blayneyi Cook, 1926]
- Eobasileus galeatus Cope, 1873
- Eobasileus pressicornis Cope, 1872